# Wremja nowostei
Wremja nowostei (russisch: Время новостей) war eine russische Tageszeitung. Sie hatte, eigenen Angaben zufolge, eine Auflage von 51.000. Sitz der Redaktion war Moskau.
Wremja nowostei erschien ab März 2000. Die Zeitung wurde im Format A2 mit einem Umfang von 12 Seiten herausgegeben. Sie war am Kiosk oder im Abonnement erhältlich. Das Deckblatt war schwarz-weiß, im Inneren war sie auch farbig. Die Zeitung widmete sich besonders den Themenbereichen Sport, Kultur und Buntes. Auf der 9. Seite lieferte sie täglich Informationen von und für Verbraucher, Produzenten, Verkäufer und Käufer. Dazu kamen zahlreiche Beilagen aus dem Bereich Wirtschaft.
Im Dezember 2010 stellte die Zeitung ihr Erscheinen ein. Die Belegschaft wurde in das Projekt des Relaunches der Moskowskije Nowosti in Kooperation mit RIA verschoben.

## Personal
Chefredakteur ist Wladimir Semjonowitsch Gurewitsch.